# Hans-Gert Braun
Hans-Gert Braun (* 4. Januar 1942 in Waldbröl) ist ein deutscher Wirtschaftswissenschaftler und Hochschullehrer.

## Leben und Wirken
Nach seiner Reifeprüfung am Hollenberg-Gymnasium in Waldbröl studierte Hans-Gert Braun Volkswirtschaftslehre und promovierte 1970 an der Universität Stuttgart. Im Jahre 1976 habilitierte er sich dort. Von 1978 bis 1983 arbeitete Braun als Abteilungsleiter am Ifo-Institut für Wirtschaftsforschung in München. Von 1983 bis 2005 wirkte er als Direktor und Chefvolkswirt der Deutschen Investitions- und Entwicklungsgesellschaft (DEG) in Köln. Außerdem lehrte er bis 2007 als außerplanmäßiger Professor an der Universität Stuttgart.
Braun beschäftigte sich vor allem mit der Wirtschaft und Industrialisierung der Entwicklungsländer. Bis 2004 war er Mitherausgeber der Zeitschrift Internationales Afrikaforum.
Im Ruhestand verfasst Braun unterhaltsame Bücher aus dem Bereich der Linguistik. 2020 hat er einen Band mit Erinnerungen an seine Kindheit von 1942 bis 1953 im Bergischen Land veröffentlicht.

## Veröffentlichungen (Auswahl)
- Programmierte Instruktion. Grundlegung für ihre Anwendung in den Wirtschaftswissenschaften (= Volkswirtschaftliche Schriften, Bd. 176). Duncker & Humblot, Berlin 1971, ISBN 3-428-02604-7 (= Dissertation Universität Stuttgart).
- Entwicklungsbanken als Instrumente der indischen Entwicklungspolitik. In: Die Dritte Welt (St. Michael), Bd. 4 (1975/76), H. 2, S. 128–142.
- Die Industrialisierung der Entwicklungsländer und die Neue Weltwirtschaftsordnung. In: Rainer Jonas (Hrsg.): Die Neuordnung der Weltwirtschaft. Verlag Neue Gesellschaft, Bonn 1976, S. 184–203, ISBN 3-87831-224-5.
- Konzept und Probleme der dezentralen Industrialisierung in Entwicklungsländern. In: Heinz Ahrens (Hrsg.): Beiträge zur Industrialisierungs- und Handelspolitik der Entwicklungsländer (= Schriften des Vereins für Socialpolitik, N.F., Bd. 110). Duncker & Humblot, Berlin 1980, S. 45–64, ISBN 3-428-04814-8.
- (mit Uwe Taenzer): Mikroökonomie (= Grundlagen der Wirtschaftswissenschaften, Bd. 4). Klett, Stuttgart 1983, ISBN 3-12-885400-9.
- (Hrsg.): The European economy in the  nineteenhundred and eighties. Gower, London 1983, ISBN 0-566-00478-X.
- (Hrsg. u. Mitautor): Direktinvestitionen in Entwicklungsländern. Bedeutung, Probleme und Risiken (= Ifo-Studien zur Entwicklungsforschung, Bd. 11). Weltforum-Verlag, München 1985, ISBN 3-8039-0262-2.
- Probleme und Potentiale privatwirtschaftlicher Kooperation in Afrika aus deutscher Sicht. In: Karl-Heinrich Oppenländer (Hrsg.): Strukturprobleme und Reformen in Afrika. Wilhelm Marquardt zum 75. Geburtstag (= Afrika-Studien, Bd. 119). Weltforum-Verlag, München 1990, S. 359–376, ISBN 3-8039-0383-1.
- Kleine und mittlere Unternehmen im Transformationsprozeß (= DEG-Materialien, Bd. 14). DEG, Köln 1996.
- Vor allem Marktwirtschaft. Das entwicklungspolitische Selbstverständnis der DEG bei der Förderung der Privatwirtschaft. DEG, Köln 1997.
- Wenn die Wörter wandern [eine unterhaltsame Geschichte von Begriffen und ihr Weg ins Deutsche]. Hohenheim-Verlag, Stuttgart 2003, ISBN 3-89850-094-2.
- Die Planwirtschaften der Inkas und der Sowjetunion im Vergleich. In: Wechselwirkungen – Jahrbuch aus Lehre und Forschung der Universität Stuttgart, Jg. 2004, S. 31–39 (Digitalisat).
- Das Geschäftspolitische Projektrating der DEG und das Evaluierungssystem der EBRD. In: Axel Borrmann (Hrsg.): Zur Bewertung der Entwicklungszusammenarbeit (= Schriften des Vereins für Socialpolitik, N.F., Bd. 303). Duncker & Humblot, Berlin 2005, S. 31–46 (Volltext).
- Das Ziel ist im Weg. Books on Demand, Norderstedt 2005, ISBN 3-8334-2704-3 (Reisebericht über Entwicklungsländer in Afrika).
- Kein Blatt vorm Mund, aber Deck am Stecken. Ausgewählte Redewendungen und ihre kuriose Herkunft. Books on Demand, Norderstedt 2006, ISBN 978-3-8334-5490-5.
- Armut überwinden durch Soziale Marktwirtschaft und Mittlere Technologie. Ein Strategieentwurf für Entwicklungsländer (= Wirtschaft, Bd. 31). LIT, Berlin/Münster 2010, ISBN 978-3-643-10947-7.
- Wörter fallen nicht vom Himmel. Etymologie zur Unterhaltung. Shaker Media, Aachen 2017, ISBN 978-3-95631-572-5.
- Vor zwölf. Kindheitserinnerungen an "die schlechte Zeit" im Oberbergischen. Bücken & Sulzer Verlag, Overath 2020, ISBN 978-3-947438-29-7.